# Nørremarksvej (Tarm)
 Nørremarksvej  er en to sporet omfartsvej der går nord om Tarm. Vejen er en del af primærrute 28 der går imellem Lemvig og Fredericia.
Den er med til at lede trafikken der skal mod Skjern, Holstebro eller Grindsted uden om Tarm Centrum, så byen ikke bliver belastet af for meget trafik.
Vejen forbinder Vestre Kvartervej i vest med Vejlevej i øst, og har forbindelse til Tværvej, Vennelystvej og Smedesvinget.